# Rezerwat Chakaski
Rezerwat Chakaski (ros. Государственный природный заповедник «Хакасский») – ścisły rezerwat przyrody (zapowiednik) w Chakasji w Rosji. Znajduje się w rejonach: bogradzkim, ordżonikidzewskim, tasztypskim, ust-abakańskim i szyryńskim. Jego obszar wynosi 2675,65 km², a strefa ochronna 1676,49 km². Rezerwat został utworzony decyzją rządu Federacji Rosyjskiej z dnia 14 sierpnia 1993 roku. W 2016 roku jedna z jego części (Ogłachty) została wpisana na wstępną listę światowego dziedzictwa UNESCO, a w 2017 roku rezerwat otrzymał status rezerwatu biosfery UNESCO. Dyrekcja rezerwatu znajduje się w Abakanie.

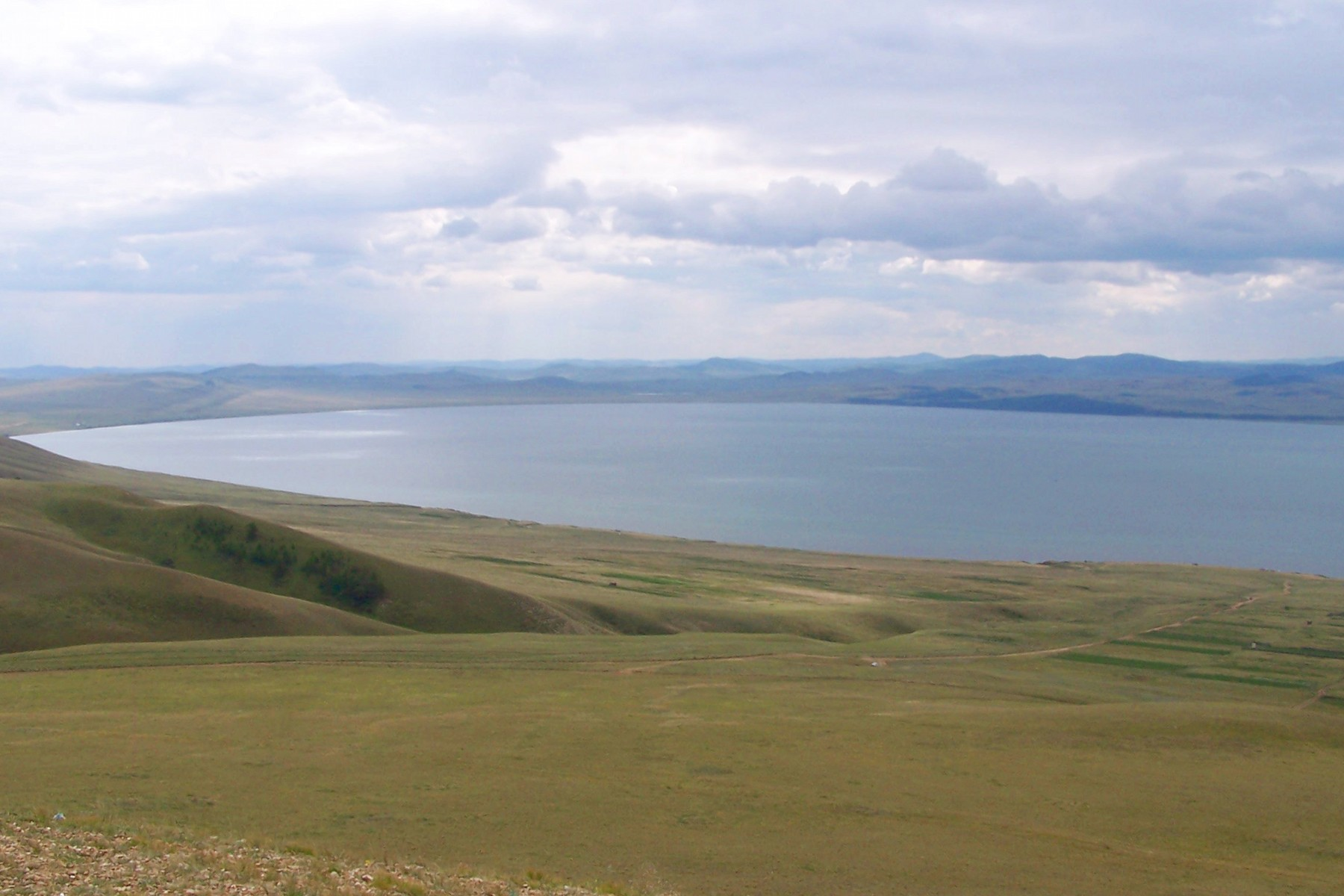
Jezioro Itkul

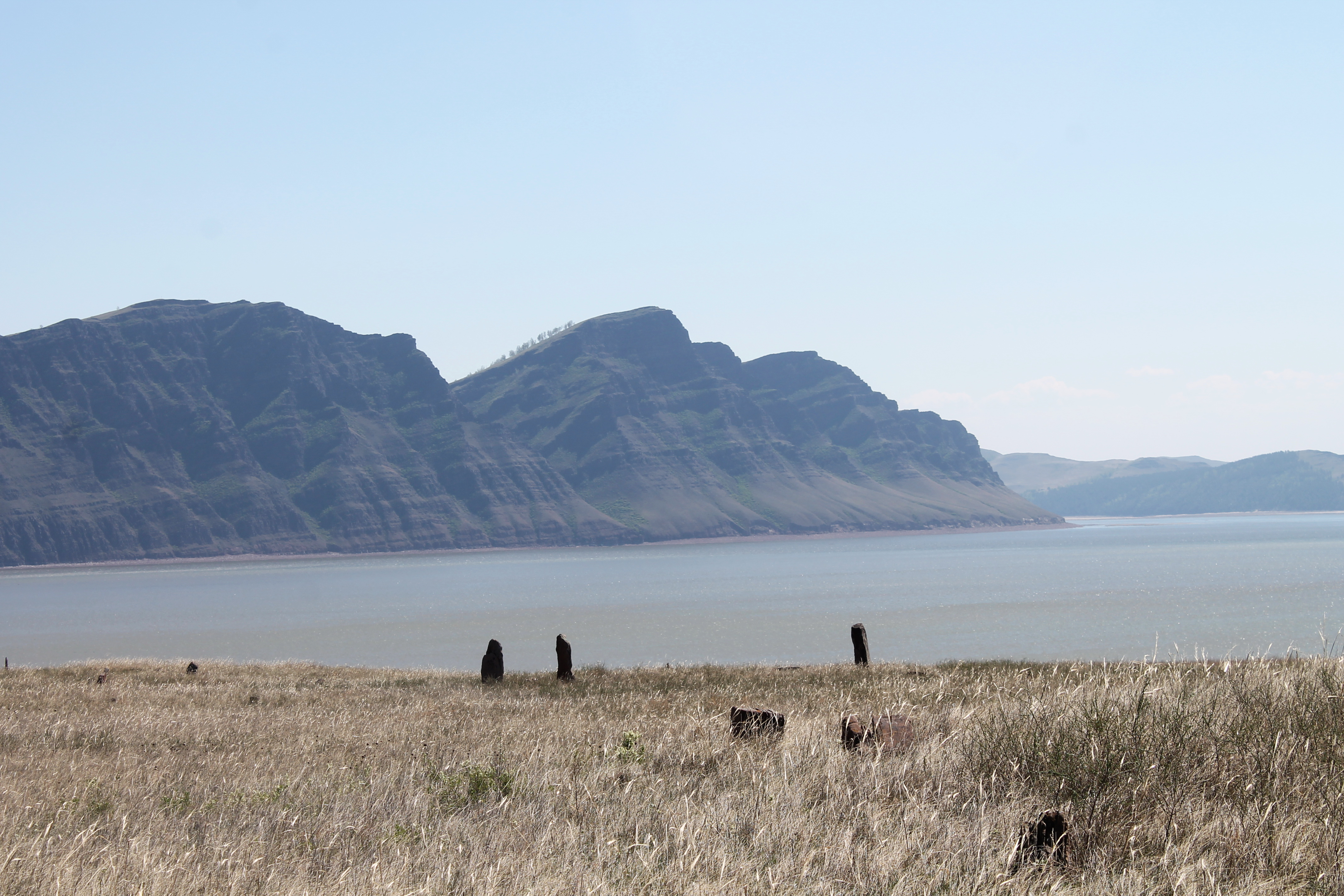
Masyw Ogłachty

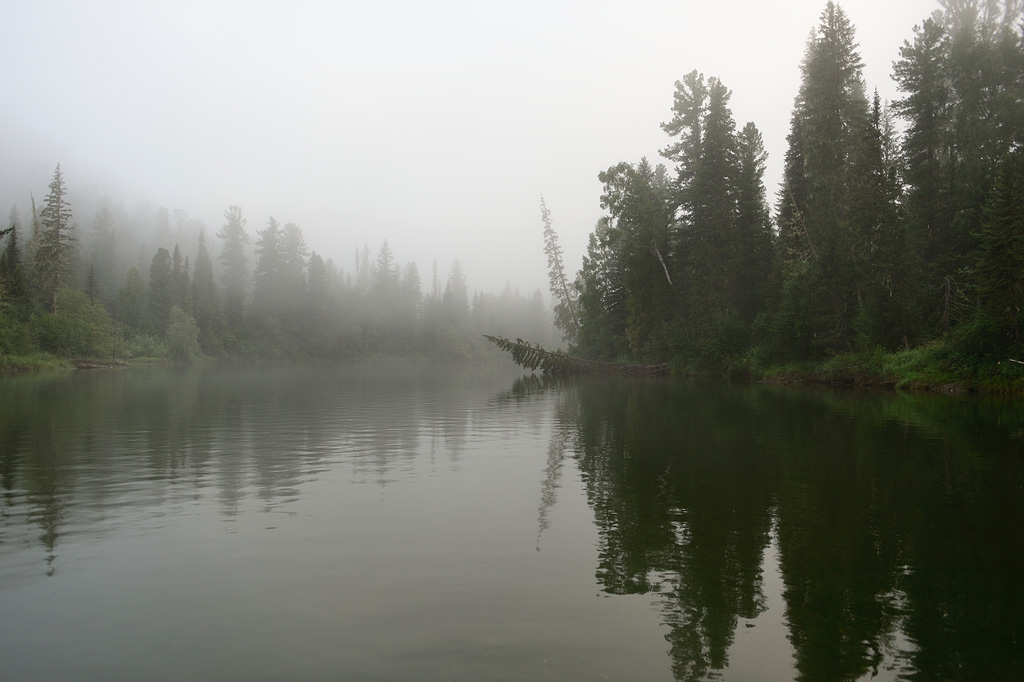
Rzeka Bolszoj Abakan

## Opis
Rezerwat składa się z dziewięciu części, z których siedem ma charakter stepowy i znajduje się w Kotlinie Minusińskiej, a dwie położone są na zboczach Sajanu Zachodniego.
Części o charakterze stepowym to:
- Jezioro Szira (13,97 km²). Rezerwat obejmuje część jeziora i jego brzegu oraz okolice wpadającej do niego rzeki Son[8].
- Jezioro Itkul (55,47 km²). Rezerwat obejmuje całe jezioro i strefę przybrzeżną. Brzegi jeziora są bagniste, do jeziora wpadają rzeki Karysz i Karasuk[9].
- Jezioro Bieljo (53,01 km²). Rezerwat obejmuje okolice Małego Jeziora Bieljo i Wielkiego Jeziora Bieljo[10].
- Ogłachty (25,90 km²). Obszar chroniony obejmuje część pasma górskiego Ogłachty. Rzeźba terenu jest pagórkowata. Znaczną część terenu zajmują stepy i łąki[11].
- Step Kamyziakskij z jeziorem Ułuch-Koł (47,89 km²). Rezerwat znajduje się na prawym brzegu rzeki Kutień-Bułuk. Obejmuje południowe zbocza niskiego pasma górskiego Azyr-Tał[12].
- Choł Bogaz (24,99 km²). Obszar chroniony obejmuje środkową część pasma Azyr-Tał[13].
- Podzapłoty (52,62 km²). Znajduje się u podnóża Ałatau Kuźnieckiego, w międzyrzeczu rzek Cziornyj Ijus i Biełyj Ijus[14].

Części na zboczach Sajanu Zachodniego:
- Małyj Abakan (978,29 km²). Znajduje się w środkowej części północnych zboczy Sajanu Zachodniego, w międzyrzeczu rzek Małyj Abakan i Karasuma. Największą rzeką jest Małyj Abakan[15].
- Zaimka Łykowych (1424,41 km²). Zajmuje południową część Chakasji, położoną u ujścia rzeki Bolszoj Abakan u zbiegu pasm Abakan i Szałszał w wysokogórskiej części Sajanu Zachodniego. Najwyższe szczyty to Anyjtajga (2834 m) i Sadonkaja (2841 m). Największą rzeką jest Bolszoj Abakan. Występuje tu duża liczba jezior[16].

## Flora

### Części stepowe rezerwatu
Występują tu rozległe stepy kamieniste. Pokrycie gleby przez rośliny nie przekracza 40% powierzchni. Powszechnie rośnie m.in. perz pustynny (Agropyron desertorum), Cleistogenes squarrosa, kostrzewa walezyjska, perz z gatunku Elytrigia geniculata, Panzerina canescens, bylica frędzlasta, Ceratoides papposa, Kochia prostrata, karagana z gatunku Caragana pygmaea i inne.

### Zbocza Sajanu Zachodniego
Na wysokości 400–700 m n.p.m. występują lasy brzozowe i osikowe lub lasy mieszane, w których występują również drzewa iglaste: sosna zwyczajna, modrzew syberyjski, świerk syberyjski i jodła syberyjska. Powyżej 600–700 m zaczyna się górska tajga (jodła syberyjska, sosna syberyjska i świerk syberyjski). Na wysokości od 1550 do 1600 m (w części zachodniej rezerwatu) i od 1900 do 2100 m (w części wschodniej) prawie wszędzie dominuje sosna syberyjska. Wzdłuż dolin rzecznych ciągną się niewielkie połacie lasów brzozowych, niekiedy z domieszką jodły i sosny syberyjskiej. Powyżej lasów występują łąki subalpejskie i tundra górska.

## Fauna

### Części stepowe rezerwatu
Odnotowano tu 32 gatunki ryb, 4 gatunki płazów, 6 gatunków gadów. Z płazów rozpowszechniona jest żaba moczarowa i Rana amurensis, rzadziej występuje ropucha szara i kątoząb syberyjski. Z gadów licznie występuje jaszczurka żyworodna, jaszczurka zwinka, a także żmija zygzakowata. Rzadko występuje Elaphe dione oraz mokasyn hali.
Na obszarach stepowych odnotowano 244 gatunki ptaków. Żyją tu m.in. takie ptaki rzadkie i zagrożone wyginięciem jak: puchacz śnieżny, żuraw czarnoszyi, gęś łabędzionosa, sterniczka zwyczajna, rycyk.
W stepowych częściach rezerwatu żyją 52 gatunki ssaków. Są to m.in.: lis, łasica syberyjska, borsuk azjatycki, sarna syberyjska, wilk szary. Naliczniejsze są gryzonie takie m.in. jak: nornik zwyczajny, mysz polna, nornik bury, smużka stepowa.

### Zbocza Sajanu Zachodniego
W rezerwacie występuje 11 gatunków ryb. Najczęstsze są lipień bajkalski, lenok, rzadziej tajmień. Są tu 3 gatunki płazów: Rana amurensis, ropucha szara i kątoząb syberyjski. Spośród gadów występują jaszczurka żyworodna, jaszczurka zwinka, a także żmija zygzakowata.
Na obszarze górskim występuje 139 gatunków ptaków. Liczne są takie ptaki jak np.: sosnówka, orzechówka zwyczajna, krzyżodziób świerkowy, kowalik zwyczajny, świstunka żółtawa, jarząbek zwyczajny, głuszec zwyczajny, rybołów i bocian czarny.
Żyje tu 50 gatunków ssaków, m.in.: owca ałtajska, koziorożec syberyjski, niedźwiedź brunatny, rosomak tundrowy, jeleń szlachetny, soból tajgowy, ryś euroazjatycki, piżmowiec syberyjski, łoś euroazjatycki.

## Historyczne zabytki
Część rezerwatu – Ogłachty, wpisana na wstępną listę światowego dziedzictwa UNESCO, to największa lokalizacja petroglifów w Chakasji. Historia sztuki naskalnej w tym rejonie szacowana jest na około 5 tysięcy lat. Obrazy są narysowane na skałach wschodnich, południowych i południowo-zachodnich zboczy tego pasma. W sumie jest ich około 4 tysięcy. Jednym z największych jest płyta zwana „kamień szamana”. Znajdują się tu 162 petroglify datowane na późną epokę brązu. Na tym terenie są również fragmenty średniowiecznego muru obronnego „twierdzy Ogłachty” zbudowanego z płyt z dewońskiego piaskowca i ciągnącego się wzdłuż stromej krawędzi szczytu Ogłachty (580 m n.p.m.) na długości około 20 km. Niektóre pozostałości muru osiągają 6–8 m grubości i 1 m wysokości. Mur wznoszono przez wiele pokoleń, prawdopodobnie początkowo w celu ochrony przed Hunami, a później przed najazdami ujgurskimi.

## Klimat
Klimat jest kontynentalny. Średnie miesięczne temperatury w częściach stepowych rezerwatu wynoszą w styczniu –19 °C, w lipcu + 20 °C. W górach –17,6 °C w styczniu i +17,4 °C w lipcu.